# Zygoceras
Zygoceras is een geslacht van weekdieren uit de klasse van de Gastropoda (slakken).

## Soorten
- Zygoceras aqabaensis Bandel, 2007
- Zygoceras biocalae Warén & Bouchet, 1991
- Zygoceras okutanii Poppe & Tagaro, 2010
- Zygoceras tropidophora Warén & Bouchet, 1991